# Едоки картофеля
«Едоки́ карто́феля» (нидерл. De Aardappeleters) — картина нидерландского художника Винсента Ван Гога, которую он написал в апреле 1885 года в нидерландском селении Нюэнен. Сейчас она размещена в Музее Ван Гога в Амстердаме. Это первая картина, созданная художником в так называемый «нюэненский период», в который начала проявляться художественная манера художника.
В своём письме брату Тео художник писал об этой картине следующее:
В ней я старался подчеркнуть, что эти люди, поедающие свой картофель при свете лампы, теми же руками, которые они протягивают к блюду, копали землю; таким образом, полотно говорит о тяжёлом труде и о том, что персонажи честно заработали свою еду.

## Литературные трактовки

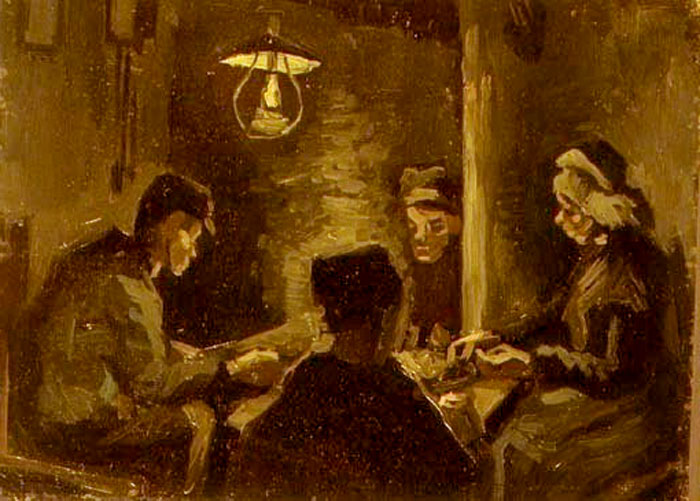
Набросок картины

Интересно, что картина Ван Гога стала источником вдохновения, по крайней мере, двух авторов, издавших произведения под этим названием.
В романе Дмитрия Бавильского этюд к картине стал иллюстрацией переживаний и стремлений главных героев: «Особой репутацией пользовался зал без привычной уже, казалось бы, цифры. И хотя называли его „вангоговским кабинетом“, висела там только одна маленькая картиночка известного художника — подготовительный этюд к картине „Едоки картофеля“: тёмная, мутная клякса, жирные линии, закрученные углём в осыпающуюся спираль, подобия лиц, глаз и носов, ничего толком не разберёшь … Разочарованные посетители недоумённо пожимали плечами: угольная клякса, издали напоминающая трещину в небе, почерневшую, обуглившуюся молнию (и только позже, если приглядеться, из мрака начинали проступать осторожные фигуры людей, их перекрученные бедностью бледностью лица), не пробуждала воспоминаний, не требовала отождествлений, не искала человеческого сочувствия».
В повести писателя Николая Ивеншева творение Ван Гога представлено в несколько зловещем свете: «На репродукции в сером воздухе витали, по-другому не скажешь, пасмурные люди. Человекозвери. Мужчины-уроды и женщины такого же переходного вида, зверюхи, но в чистых чепчиках, такие носила прислуга в русских дворянских усадьбах девятнадцатого века. Застолье в подвале при свете керосиновой лампы. Ублюдочная вечеря, ритуал».
Сюжет фантастической повести Севера Гансовского «Винсент Ван Гог» и фильма «Визит к Ван Гогу» снятого по её мотивам построен вокруг кражи «Едоков картофеля» путешественником во времени, позже раскаявшимся и вернувшим картину.
Интересно описание момента осознания картины преступником: «Грохочет гром, вступает музыка, и я опять там, на окраине Хогевена, в бедной хижине поздним вечером. Люди неподвижны вокруг блюда с картошкой, но в то же время двигаются, они молчат, но я слышу их немногословную речь, ощущаю мысли, чувствую их связь друг с другом. Такие вот они — с низкими лбами, некрасивыми лицами, тяжёлыми руками. Они работают, производя этот самый картофель, грубую ткань, простые, первоначальные для жизни продукты. [...] Мужчина протянул руку к блюду, женщина тревожно смотрит на него, уж слишком усталого, — почему-то он не ответил на её вопрос. Старик дует на картофелину, старуха, задумавшись, разливает чай. Ей уже не до тех конфликтов, что могут возникать между молодыми, она знает, что маленькую размолвку или даже ссору поглотит, унесёт постоянный ток жизни, в которой есть коротенькая весна, быстрые мгновенья любви, а потом всё работа, работа, работа...».

## Подражания
Стилистика «Едоков картофеля» (сродни знаменитой рецензии Л. Фейербаха на книгу Я. Молешотта: «человек есть то, что он ест») нередко переосмысливается современными художниками. Так, на картине О. Целкова «Едоки арбуза» (1963) люди изображены с красноватыми лицами и маленькими глазами в виде арбузных семечек.

## Кража
Воры украли раннюю версию картин «Едоки картофеля», «Внутренность ткача» и «Сушеные подсолнухи» из музея Крёллер-Мюллер в декабре 1988 года. В апреле 1989 года воры вернули «Внутренность ткача», пытаясь получить выкуп в размере 2,5 миллиона долларов. Полиция вернула две другие картины 14 июля 1989 года; выкуп не был выплачен.
14 апреля 1991 года музей Винсента Ван Гога был ограблен, из него украли двадцать крупных картин, включая окончательную версию «Едоков картофеля». Однако у машины, на которой грабители скрылись, лопнула шина, и воры были вынуждены скрыться, бросив картины. Спустя тридцать пять минут после ограбления картины были найдены.